# Carl Gustaf Wattrang
Carl Gustaf Wattrang, född 24 oktober 1724, död 26 november 1796 i Österhaninge församling, var en svensk hovfunktionär.

## Biografi
Carl Gustaf Wattrang föddes 1724. Han var son till lagmannen Carl Wattrang i Södermanlands lagsaga och Anna Margareta Blixenstierna. Wattrang blev 2 april 1733 student vid Uppsala universitet och blev 3 februari 1748 kammarherre. Han avled 1796 på Sandemar i Österhaninge socken.

### Egendom
Wattrang ägde Marieberg i Grödinge socken, Rungarn i Bladåkers socken, Björkö i Knutby socken, Sandemar i Österhaninge socken, Sanda gård, Väsby, Ytternäs och Ökna i Floda socken.

### Familj
Wattrang gifte sig första gången 8 april 1756 i Stockholm med grevinnan Catharina Bonde af Björnö (1726–1760), dotter till landshövdingen greve Nils Bonde af Björnö och Magdalena Elisabet von Dreijern. De fick tillsammans barnen stabsryttmästaren Nils Carl Wattrang (1757–1814) vid Adelsfaneregementet, hovmarskalken Johan Gustaf Wattrang (1758–1827), Fredrik Wattrang (1759–1764) och Anna Magdalena Wattrang (1760–1761).
Wattrang gite sig andra gången 1762 med friherrinnan Christina Beata von Ungern-Sternberg (1726–1795), dotter till fältmarskalken friherre Mattias Alexander von Ungern-Sternberg och grevinnan Beata Sofia Mörner af Morlanda. De fick tillsammans dottern Beata Sofia Wattrang (1762–1764).